# Lotus corniculatus var. japonicus
Lotus corniculatus var. japonicus (Syn. Lotus japonicus) ist eine Varietät des Gewöhnlichen Hornklees (Lotus corniculatus). Sie gehört zur Gattung Hornklee (Lotus) in der Unterfamilie der Schmetterlingsblütler (Faboideae) innerhalb der Familie der Hülsenfrüchtler (Fabaceae).

## Beschreibung
Lotus corniculatus var. japonicus ist eine aufrecht oder kriechend wachsende, ausdauernde, krautige Pflanze. Sie ist unbehaart oder an den Stängeln, Blattstielen und Blattadern leicht behaart. Die Laubblätter sind fünffach gefiedert, wobei zwei der Blättchen am Stielgrund sitzen. Der schirmchenförmige Blütenstand enthält ein bis drei, seltener vier Einzelblüten. Die Kronblätter sind gelb. Die Samenschoten, welche 2 cm bis 2,5 cm lang sind, verfärben sich während des Reifungsprozesses von grün zu gelb bis dunkelbraun. Die ovalen Samen messen 1 bis 1,7 mm im Durchmesser.
Die Chromosomenzahl beträgt 2n=12.

## Vorkommen
Das Verbreitungsgebiet von Lotus corniculatus var. japonicus liegt in Ost- und Zentralasien und erstreckt sich von Japan, Korea und China über Nepal bis nach Kaschmir. Es werden Höhenlagen bis 3100 Meter besiedelt.

## Lotus corniculatusvar.japonicusals Modellorganismus in der Biologie
Lotus corniculatus var. japonicus wurde in den 1990er Jahren als Modellpflanze für die Leguminosenforschung gewählt. Im Vergleich zu anderen, landwirtschaftlich relevanteren Leguminosen weist Lotus corniculatus var. japonicus mit zirka 450 Mbp und 6 Chromosomen im haploiden Satz ein relativ kleines Genom auf. Dies macht Lotus corniculatus var. japonicus bedeutend zugänglicher für molekularbiologische Techniken zur Isolierung und Charakterisierung von Genen. Weitere Vorteile bestehen darin, dass Lotus corniculatus var. japonicus autokompatibel und selbstbestäubend ist, in kurzer Zeit von der Aussaat zur Blüte kommt, und eine große Anzahl von Samen produziert. Es wurden standardisierte Techniken zur Gewebekultur und zur Manipulation der DNA mittels Agrobacterium tumefaciens als Vektor beschrieben.
Lotus corniculatus var. japonicus ist neben Medicago truncatula als Modellpflanze von besonderem Interesse, da sie sowohl zur Wurzelknöllchen-Symbiose mit Rhizobien als auch zur Mykorrhiza mit Pilzen des Phylums Glomeromycota fähig ist. Die Forschung an beiden Modellleguminosen wird entscheidend zum Verständnis der fundamentalen Prozesse, welche zur Ausbildung der Wurzelknöllchen und Mykorrhiza führen, beitragen. In den letzten Jahren wurden zahlreiche Gene identifiziert und isoliert, welche für die Ausbildung beider bzw. einer der Symbiosen essentiell sind. Das Genom soll vollständig sequenziert werden.

## Systematik
Die Erstbeschreibung von Lotus corniculatus var. japonicus wurde 1864 von Eduard August von Regel in einem Pflanzenverzeichnis des St. Petersburger botanischen Gartens veröffentlicht. Eine alternative Einordnung im Rang einer Art, nicht Varietät, beschrieb Kai Larsen 1955.